# Warns
Warns (Friese uitspraak: Weins [va:i̯ⁿs]) is een dorp in de gemeente Súdwest-Fryslân, in de Nederlandse provincie Friesland. Warns ligt tussen Molkwerum en Bakhuizen. Het dorp grenst in het noorden aan het Johan Frisokanaal. Door deze ligging is de watersport en de jachtbouw van groot belang voor Warns. Er zijn meerdere jachthavens in het dorp.
In 2023 telde het dorp 755 inwoners. In het postcodegebied van Warns liggen de buurtschap De Rode Schuur en gehuchten Scharl en Laaxum.

## Geschiedenis
Het dorp is ontstaan op een lange pleistocene zandrug. In 1325 werd het dorp vermeld als Werlize, in 1335 als Wardelze, in 1399 als Waerlenze en Wardsel, in 1421 als Warns, in 1530 als Werlens en Warrlens en in 1579 als Waens. Volgens Joost Halbertsma werd de plaatsnaam uitgesproken als Wa'ns (vergelijkbaar met Harns voor Harlingen). Dat leidde eerder tot een volksetymologie die de plaatsnaam in verband bracht met de woensdag (woansdei) en dus met de Germaanse godheid Wodan. De gangbare uitspraak klinkt tegenwoordig eerder als Weins.
De plaatsnaam zou kunnen duiden op de persoon Ward, of meer waarschijnlijk, de familie Wardilingi.
Bij Warns werd de Slag bij Warns (1345) gevoerd.
In de 17e en 18e eeuw was Warns een dorp van zeelui, al leefde een deel, met name het zuidelijk deel van de agrarische sector. In het begin van de 18e eeuw stonden er nog acht kapiteinswoningen. De kapiteins voeren op Noorwegen en de Oostzee. In de 19e eeuw beperkte de scheepvaart zich tot Holland en verloren dorpen als Warns aan belang.
De scheepvaart zorgde voor groei en dat zette zich in de twintigste eeuw door.
Van 1885 tot begin 1938 had Warns een stopplaats een Station Warns aan de spoorlijn Leeuwarden - Stavoren.
Het dorp viel tot 1956 onder de gemeente Hemelumer Oldephaert en Noordwolde die van 1812 tot en met 1816 Koudum was geheten en in 1956 werd de naam gewijzigd tot Hemelumer Oldeferd. In 1984 ging deze over in de gemeente Nijefurd. Deze ging in 2011 op in de nieuwe gemeente Súdwest-Fryslân.

## Kerken
Het dorp heeft verschillende kerken. Oorspronkelijk was er slechts één kerk, deze stond in de Buren, die ook daarom de Kerkburen werd genoemd. Daarvan is alleen de 12e-eeuwse tufstenen kerktoren over. In 1682 werd er aan deze toren een zaalkerk met driezijdig gesloten koor gebouwd. Dit is de Johannes de Doperkerk en die was gewijd aan de Johannes de Doper.
In 1892 werd er in De Buren ook een driezijdig gesloten zaalkerk gebouwd. Dit betreft de Gereformeerde kerk en die is voorzien van een houten geveltoren met spits. Eind 1999 sloot de kerk de deuren. maar de kerk werd daarna een dorpshuis, dat in 2002 werd geopend.
In Noorderburen werd in 1665 een Doopsgezinde kerk gebouwd. In 1877 werd deze vervangen door de huidige Doopsgezinde kerk. De kerktoren van de kerk werd er in 1951 opgezet. De andere kerk in Noorderburen is de Sint Janskapel, het betreft een kapelkerk uit 1949. De kerk is opgericht in 1945 in een houtschuur voor de katholieke instroom vanuit Limburg in de Friese streek.

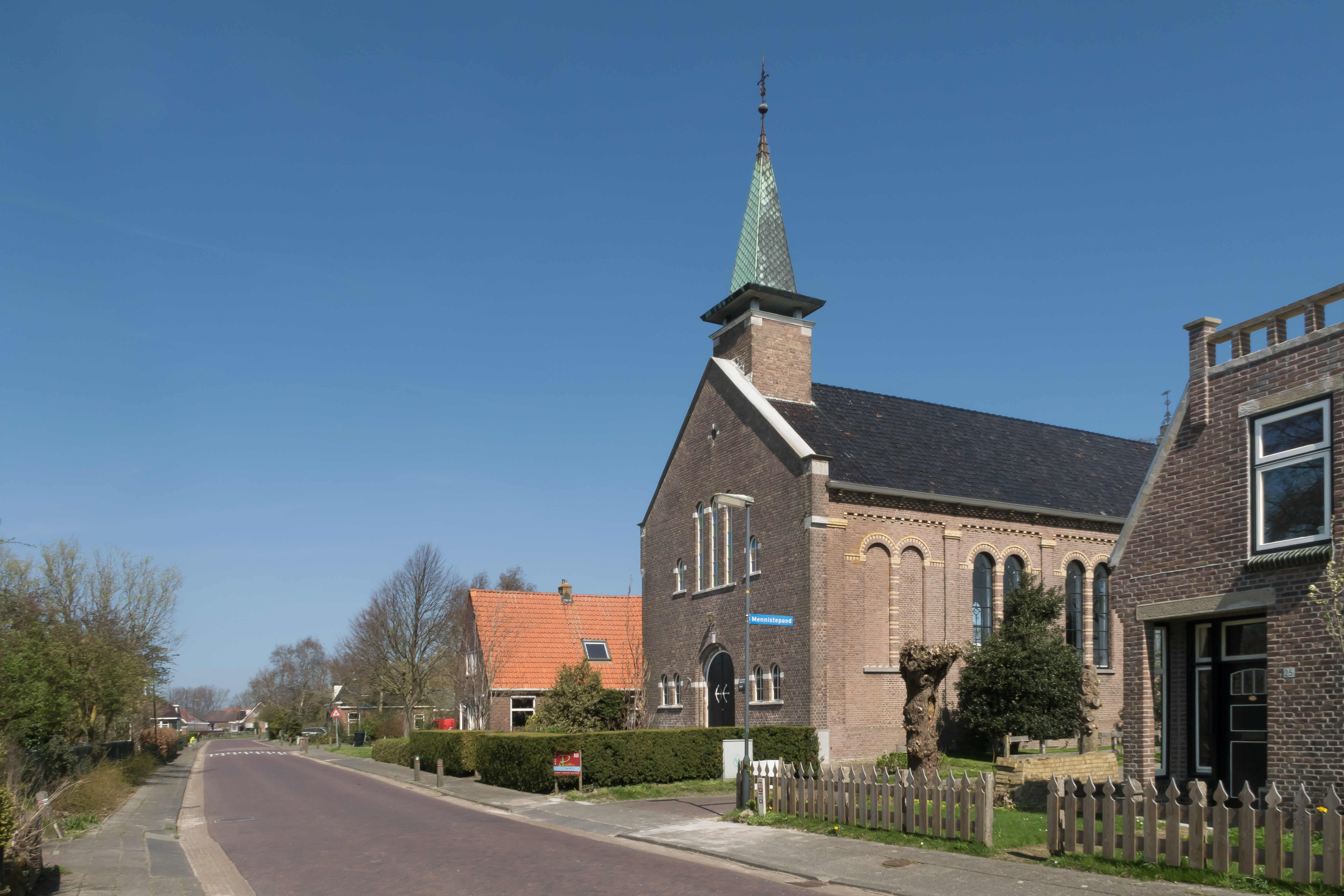
Doopsgezinde kerk in straatzicht
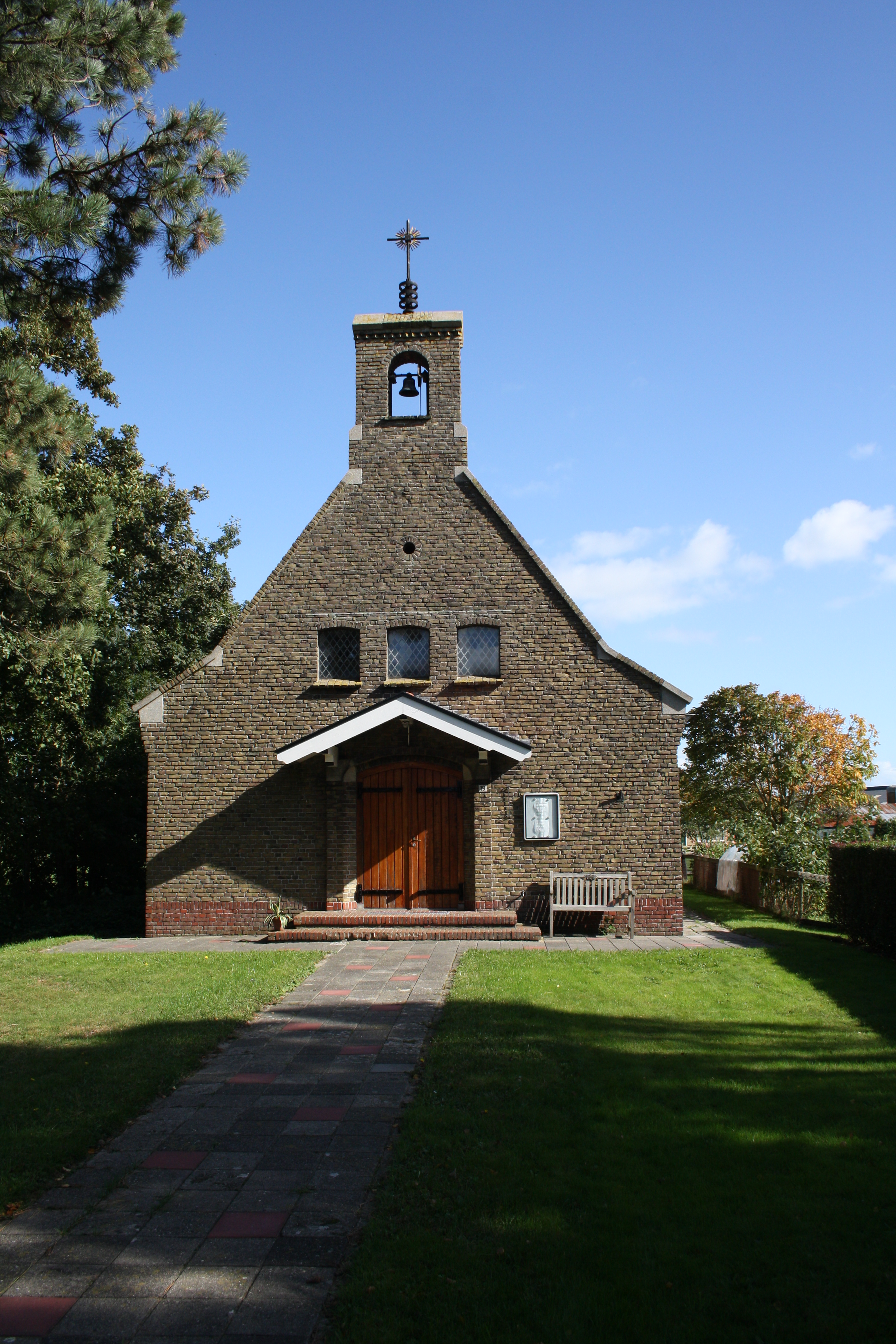
Sint Janskapel
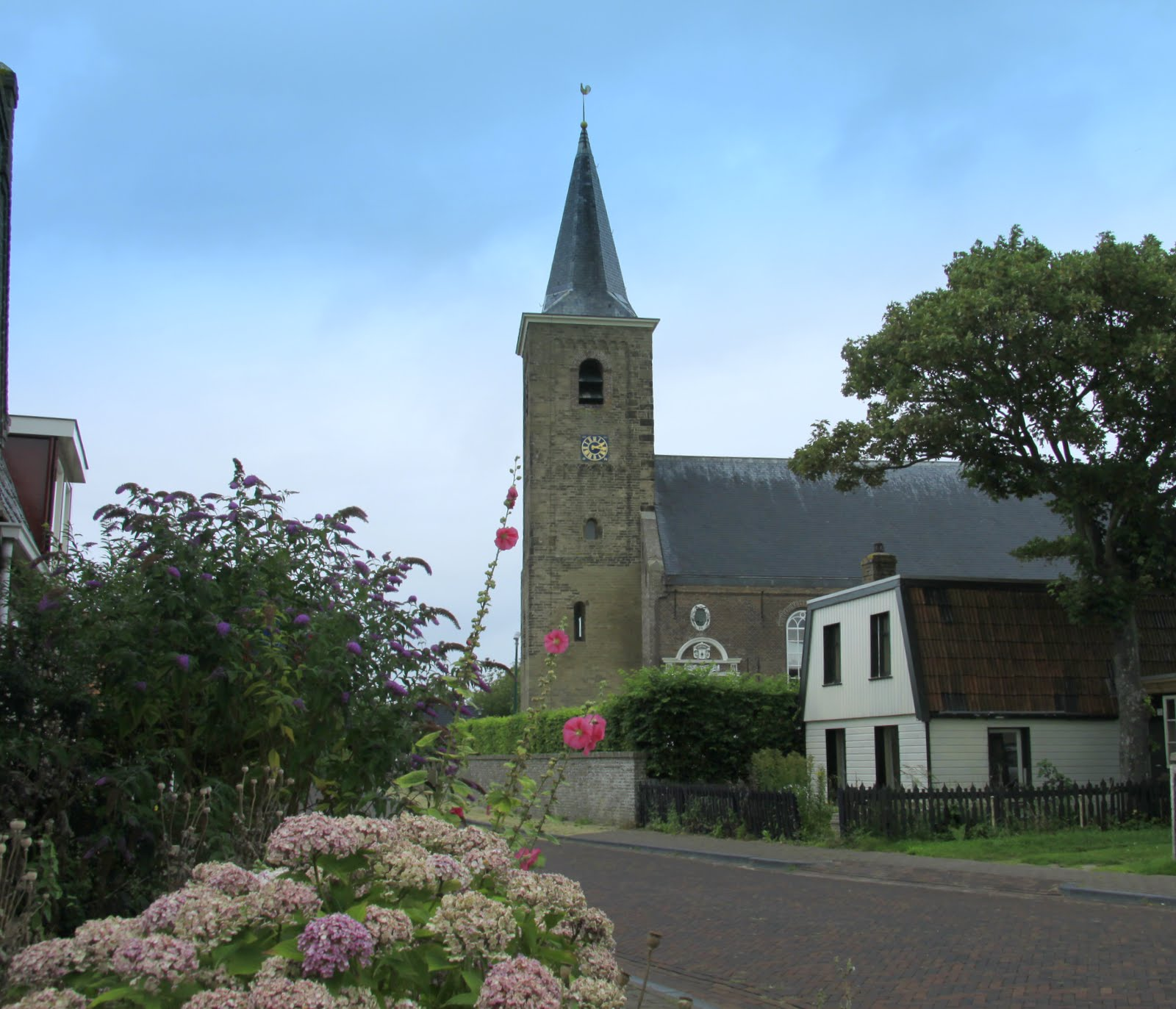
Johannes de Doperkerk

## Sport
Onder vlag van de multisportvereniging W.S.V./Sportdorp Warns is er onder meer een kaatsclub, een gymnastiekvereniging, volleybalvereniging, een ijsclub, een biljartclub en damclub.

## Cultuur

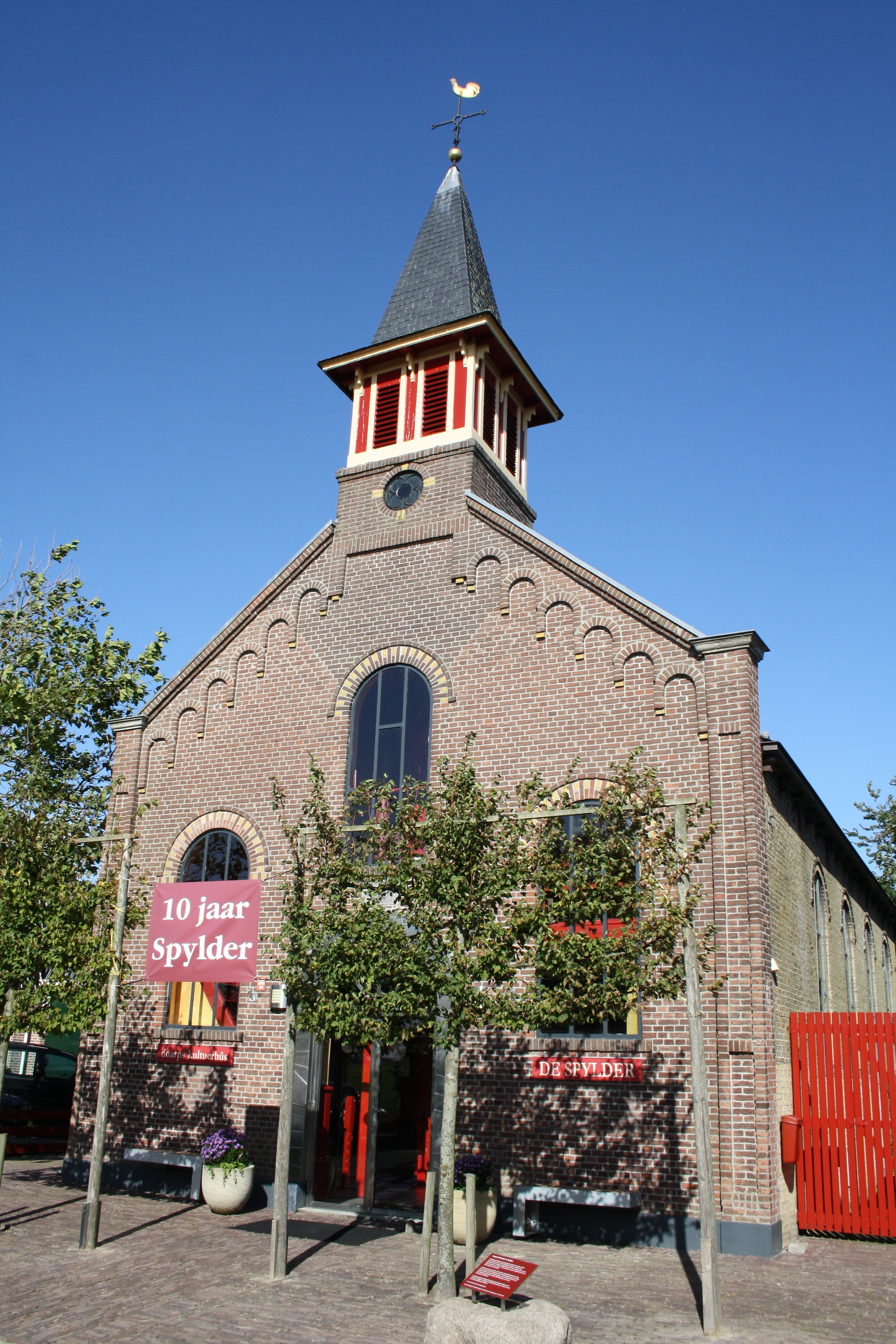
Dorps- en cultuurhuis De Spylder

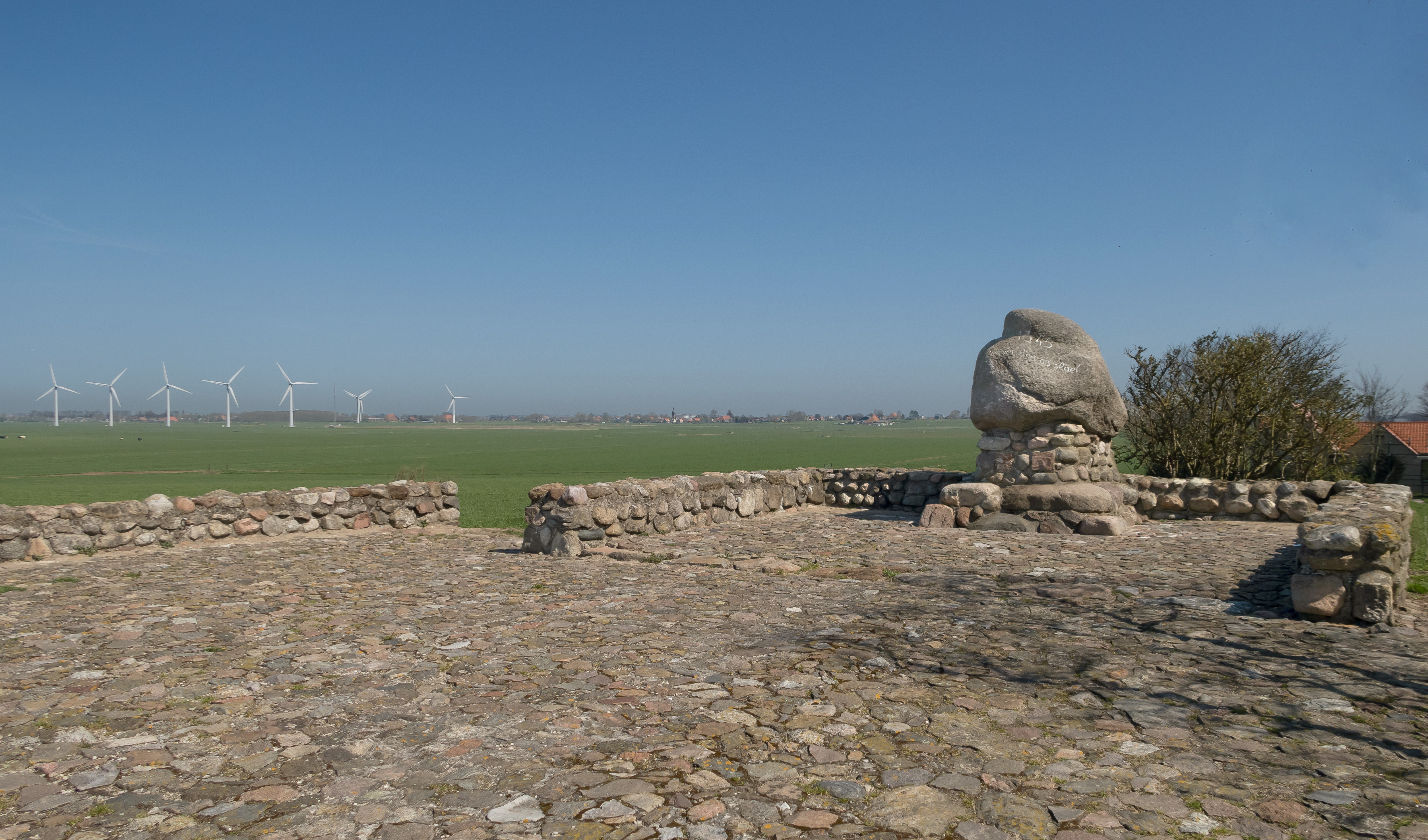
Monument slag bij Warns

Het dorp heeft een dorpshuis, De Spylder, dat tevens een theater is en sinds 2002 in de voormalige gereformeerde kerk is gevestigd.
Er is een muziekvereniging De Lytse Súdwesthoeke (LSWH), de vereniging is ontstaan door een fusie. Er is verder een toneelvereniging, de zangkoren; Net seure mar sjong, Crescend en sKoar en een dorpskrant.

## Evenementen
In september 2008 werd in Warns voor de derde keer het Fries Kampioenschap Paalzitten gehouden.

## Onderwijs
Het dorp heeft een basisschool, De Meiboom geheten.

## Bekende (ex-)inwoners
De Friese heldin Ats Bonninga woonde in een stins bij Warns die in de strijd tussen de Schieringers en Vetkopers werd aangevallen en zij deze probeerde te verdedigen. Ze werd uiteindelijk verbannen uit Warns.

### Geboren in Warns
- Jan de Haan (1951-), componist, dirigent, trombonist en muziekuitgever

### Overleden in Warns
Onder meer Jan I van Montfoort en Willem I van Naaldwijk kwamen om bij de Slag bij Warms in 1345.
- Wolfert III van Borselen (1313-1351), heer van Veere en Zandenburg
- Johan Haanstra (1914-1991), beeldend kunstenaar